# Tanya Oxley
Tanya Oxley (sinh ngày 13 tháng 5 năm 1979) là một nữ vận động viên điền kinh và người chạy nước rút đã nghỉ hưu từ Barbados.

## Sự nghiệp
Cô đại diện cho quê hương của mình tại Thế vận hội Mùa hè 2000 ở Sydney, Úc. Cô đã giành được huy chương đồng trong cuộc thi tiếp sức 4x400 mét của phụ nữ tại Đại hội Thể thao Pan American 1999, cùng với Melissa Straker, Andrea Blackett và Joanne Durant.

## Cuộc sống cá nhân
Cô hiện là giáo viên giáo dục thể chất tại Queen's College, Barbados.

## Thành tích
| Năm                   | Giải đấu                                                   | Địa điểm                    | Thứ hạng              | Nội dung              | Chú thích              |
| Representing Barbados | Representing Barbados                                      | Representing Barbados       | Representing Barbados | Representing Barbados | Representing Barbados  |
| --------------------- | ---------------------------------------------------------- | --------------------------- | --------------------- | --------------------- | ---------------------- |
| 1994                  | CARIFTA Games (U-17)                                       | Bridgetown, Barbados        | 8th                   | 400 m                 | 58.39                  |
| 1995                  | CARIFTA Games (U-17)                                       | George Town, Cayman Islands | 7th                   | 100 m                 | 12.22 (0.2 m/s)        |
| 1995                  | CARIFTA Games (U-17)                                       | George Town, Cayman Islands | 5th                   | 200 m                 | 24.52 (0.2 m/s)        |
| 1995                  | CARIFTA Games (U-20)                                       | George Town, Cayman Islands | 3rd                   | 4x400 m relay         | 3:40.16                |
| 1996                  | Central American and Caribbean Junior Championships (U-20) | San Salvador, El Salvador   | 7th                   | 100 m                 | 12.20 (0.7 m/s)        |
| 1996                  | Central American and Caribbean Junior Championships (U-20) | San Salvador, El Salvador   | 3rd                   | 200 m                 | 24.56 (0.6 m/s)        |
| 1996                  | Central American and Caribbean Junior Championships (U-20) | San Salvador, El Salvador   | 3rd                   | 4x400 m relay         | 3:48.76                |
| 1996                  | World Junior Championships                                 | Sydney, Australia           | 35th (h)              | 200m                  | 24.92 (wind: -1.1 m/s) |
| 1997                  | CARIFTA Games (U-20)                                       | Bridgetown, Barbados        | 1st                   | 400 m                 | 54.64                  |
| 1999                  | Pan American Games                                         | Winnipeg, Canada            | 9th (h)               | 200 m                 | 23.90                  |
| 1999                  | Pan American Games                                         | Winnipeg, Canada            | 3rd                   | 4x400 m relay         | 3:30.72                |
| 2000                  | NACAC U-25 Championships                                   | Monterrey, Mexico           | 7th                   | 200m                  | 25.41 (wind: -3.1 m/s) |
| 2000                  | NACAC U-25 Championships                                   | Monterrey, Mexico           | 2nd                   | 400m                  | 52.92                  |
| 2000                  | NACAC U-25 Championships                                   | Monterrey, Mexico           | 1st†                  | 4x400m relay          | 3:36.58†               |
| 2000                  | Olympic Games                                              | Sydney, Australia           | 42nd (h)              | 400 m                 | 54.22                  |
| 2000                  | Olympic Games                                              | Sydney, Australia           | 11th (h)              | 4x400 m relay         | 3:30.83 SB             |

†: có thể xảy ra nhất, nhưng thành viên trong nhóm tiếp sức không thể được lấy ra.